# Bildstock (Burglauer; Friedhofstraße)

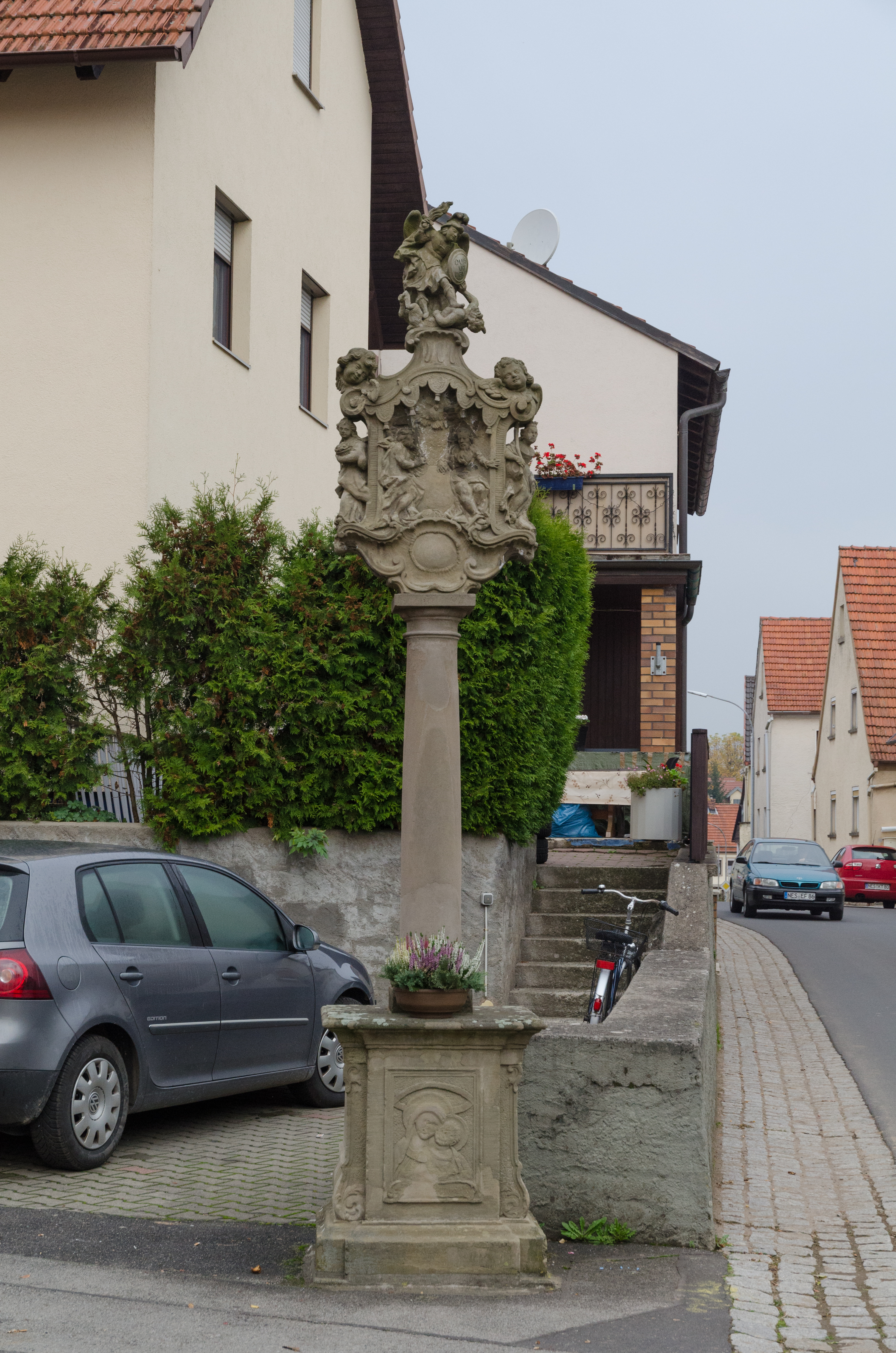
Bildstock in Burglauer; Friedhofstraße.

Der Bildstock Friedhofstraße befindet sich in Burglauer, einer Gemeinde im unterfränkischen Landkreis Rhön-Grabfeld im unterfränkischen Landkreis Bad Kissingen in der Friedhofstraße; an der Ecke Kirchgasse/Münnerstädter Straße. Er gehört zu den Baudenkmälern von Burglauer und ist unter der Nummer D-6-73-186-14 in der Bayerischen Denkmalliste registriert.

## Beschreibung
Der Bildstock besteht aus Sandstein und entstand im Jahr 1775 oder 1779.
Der 90 cm hohe quadratische Sockel ist mit profilierten Leisten geschmückt. Die vorgeblendete Sandsteinplatte zeigt das Relief der Mutter vom guten Rat, das bezeichnet ist mit: „Maria vom guthen Rath“.
Die 157 cm hohe Rundsäule beginnt und endet symmetrisch mit Ringwulst und quadratischem Zwischenstück.
Der 100 cm hohe Aufsatz bildet durch einen barocken Muschelwerkrahmen und einen stilisierten Vorhang mit Quasten einen bühnenartigen Raum für eine Reliefdarstellung der Hl. Dreifaltigkeit: Gottvater, Gottsohn und Hl. Geist in Gestalt einer Taube.
Seitlich von dieser Szene sind unter Puttenköpfchen die gekrönte hl. Margaretha mit einem Drachen an der Kette und der Siegespalme der Märtyrerin in ihrer Rechten sowie die hl. Dorothea mit einem Diadem im Haar, einem Körbchen mit Blumen im Arm und ebenfalls einer Palme in der anderen Hand zu sehen.
Der Bildstock wird von dem hl. Michael im Kampf mit dem Drachen bekrönt.
Der Text in der Schriftkartusche wurde erneuert und lautet: „Heilige Dreifaltigkeit“.
Die Jahreszahl „1806“ auf der Rückseite des Aufsatzes stimmt nicht. In den Kunstdenkmälern des Königreiches Bayern, Band X, Bezirksamt Bad Kissingen, heißt es:

„Bilstock im Dorf. Auf Säule reiches Rokokogehäuse mit Relief der Dreifaltigkeit, seitlich St. Margarita und St. Barbara  (hier irrt der Verfasser), oben St. Michael. Bez. 1779. Höhe 3,50m.“